# NGC 4803
NGC 4803 este o galaxie lenticulară situată în constelația Fecioara. A fost descoperită în 25 martie 1865 de către Albert Marth. Se află la o distanță de 39,4 de megaparseci de Pământ.